# Lista de cantadores de desgarradas
Esta é uma lista (incompleta e em desenvolvimento) de cantadores de desgarradas ou cantares ao desafio.
Muitas vezes, estes artistas são conhecidos pelo seu nome associado a uma localidade, como é exemplo "Duarte da Póvoa de Lanhoso" ou o "Pi d'Areosa".
Para facilitar  a edição foi feita uma ordenação por antigas províncias e depois alfabeticamente pelos nomes artísticos. Para facilitar a outra ordenação, distinguindo entre cantadores e cantadores, foi ainda incluída uma coluna para o sexo. Os concelhos de origem estão abreviados de acordo com os códigos municipais constantes na Lista de municípios de Portugal.
| Província     | Nome Artístico                | Nome                                       | Origem               | Conc.               | Distrito         | Efeméride                                       |   | Ref.                        |
| ------------- | ----------------------------- | ------------------------------------------ | -------------------- | ------------------- | ---------------- | ----------------------------------------------- | - | --------------------------- |
| Beira Alta    | Américo Silva                 | Américo Pereira da Silva                   | Monteiras            | CDR                 | Viseu            |                                                 | H | [ 3 ] [ 4 ]                 |
| Minho         | Cunha de Vila Verde           | Cunha de Vila Verde                        | Vila Verde           | Vila Verde          | Braga            |                                                 | H | [ 5 ]                       |
| Minho         | Carvalho de Cucana            | Carvalho de Cucana                         | Cabeceiras de Basto  | Fafe                | Braga            |                                                 | H | [ 2 ]                       |
| Minho         | Celorico                      | Eduardo Celorico                           | Celorico de Basto    | CDB                 | Braga            |                                                 | H | [ 1 ] [ 5 ]                 |
| Minho         | Borginha de Braga             | Borginha de Braga                          | Braga                | Braga               | Braga            |                                                 | M | [ 2 ]                       |
| Minho         | Ruizinho de Penacova          | Ruiz Ferreira da Costa                     | Penacova             | Penacova            | Cimbra           | N. 25 de Fevereiro de 1983                      | H | [ 2 ]                       |
| Minho         | Aguiar de Barcelos            | Nelo Aguiar                                | Barcelos             | Barcelos            | Braga            | N. 15 de Outubro de 1936                        | H | [ 5 ]                       |
| Minho         | Marinho                       | Armando Marinho                            | Ponte da Barca       | Viana do Castelo    | Viana do Castelo |                                                 | H | [ 5 ]                       |
| Beira Litoral | Joaquim Ferreira              | Joaquim Ferreira                           | n.d.                 | OAZ                 | Aveiro           |                                                 | H | [ 5 ]                       |
| Beira Litoral | Carminda dos Arcos            | Carminda dos Arcos                         | Arcos de Valdevez    | Viana do Castelo    | Viana do Castelo |                                                 | H | [ 6 ]                       |
| Minho         | Adília de Arouca              | Adília Ribeiro                             | Arouca               | Arouca              | Aveiro           |                                                 | M | <>                          |
| Douro Litoral | Camila Moreira                | Camila Moreira                             | n.d.                 | PNF                 | Porto            |                                                 | M | [ 7 ]                       |
| Porto         | Lobo de Felgueiras            | Eduardo Lobo                               | Felgueiras           | Felgueiras          | Porto            |                                                 | H | [ 7 ] [ 8 ]                 |
| Norte         | Irene de Gaia                 | Irene                                      | Vila Nova de Gaia    | Vila Nova de Gaia   | Porto            |                                                 | M | [ 9 ]                       |
| Minho         | Lopes de Cabeceiras           | Lopes de Cabeceiras                        | Cabeceiras de Basto  | Cabeceiras de Basto | Braga            |                                                 | M | [ 7 ]                       |
| Minho         | Nuno de Cabril                | Nuno de Cabril                             | Barroso              | Veira do Minho      | Terras de Bouro  |                                                 | M | [ 6 ] [ 10 ]                |
| Minho         | Augusto Canário               | Augusto Oliveira Gonçalves                 | n.d.                 | VCT                 | Viana do Castelo |                                                 | H | [ 11 ] [ 12 ] [ 13 ] [ 14 ] |
| Minho         | Baptista                      | Baptista                                   | n.d.                 | GMR                 | Braga            |                                                 | H | [ 15 ]                      |
| Minho         | Carlos Ribeiro                | Carlos Ribeiro                             | n.d.                 | GMR                 | Braga            |                                                 | H | [ 14 ]                      |
| Minho         | Celeste da Ponte da Barca     | Celeste Brito                              | Ponte da Barca       | Ponte da Barca      | Viana do Castelo |                                                 | M | [ 14 ]                      |
| Minho         | Cláudia Martins               | Cláudia Martins                            | n.d.                 | GMR                 | Braga            |                                                 | M | [ 14 ]                      |
| Minho         | Cristiana Silva               | Cristiana Silva                            | n.d.                 | PTB                 | Viana do Castelo |                                                 | M | [ 7 ]                       |
| Minho         | Duarte da Póvoa de Lanhoso    | Duarte                                     | Póvoa de Lanhoso     | Braga               | Braga            |                                                 | H | [ 9 ]                       |
| Minho         | Soalheira                     | Domingos Mendes da Soalheira               | Guimarães            | Braga               | Braga            |                                                 | H | [ 7 ] [ 8 ]                 |
| Minho         | Paulino Brasileiro            | Paulino Coutinho Martins                   | Vieira do Minho      | Braga               | Braga            | N. 10 de dezembro de 1961                       | H | [ 15 ]                      |
| Minho         | João Mendes                   | João Mendes (pai de Domingos da Soalheira) | Pevidém              | GMR                 | Braga            |                                                 | H | [ 8 ]                       |
| Minho         | Gonçalves de Guimarães        | Joaquim Gonçalves                          | Guimarães            | Guimarães           | Braga            |                                                 | H | [ 5 ]                       |
| Minho         | Pedro Cachadinha              | Pedro Cachadinha                           | Ponte de Lima        | PDL                 | Viana do Castelo |                                                 | M | [ 8 ]                       |
| Minho         | Jorge Martins                 | Jorge Martins                              | n.d.                 | GMR                 | Braga            |                                                 | H | [ 5 ]                       |
| Norte         | Diana Monteiro                | Diana Monteiro                             | Vila Nova de Gaia    | Vila Nova de Gaia   | Porto            |                                                 | H |                             |
| Minho         | Loureiro de Barcelos          | Loureiro                                   | Barcelos             | BCL                 | Braga            |                                                 | H | [ 7 ] [ 8 ]                 |
| Minho         | Sargaceira                    | Nelo Sargaceira Amorim                     | Arcos de Valdevez    | Arcos de Valdevez   | Viana do Castelo | N. 30 de Março de 1950 F. 4 de Novembro de 2015 | H | [ 15 ]                      |
| Minho         | Manuel Silva                  | Manuel Silva                               | n.d.                 | PTB                 | Viana do Castelo |                                                 | H | [ 7 ]                       |
| Minho         | Maria da Conceição            | Maria da Conceição                         | Outiz                | VNF                 | Braga            |                                                 | M | [ 8 ] [ 15 ]                |
| Minho         | Natividade Vieira Naty Vieira | Natividade Vieira                          | n.d.                 | PVL                 | Braga            |                                                 | M | [ 12 ] [ 14 ]               |
| Minho         | Pi d'Areosa                   | João Pedro Viana da Cruz                   | Areosa               | VCT                 | Viana do Castelo |                                                 | H |                             |
| Minho         | Quim Barreiros                | Joaquim de Magalhães Fernandes Barreiros   | Vila Praia de Âncora | CMN                 | Viana do Castelo | N 19 de julho de 1947                           | H | [ 16 ]                      |
| Minho         | Tiago Fernandes               | Tiago Fernandes                            | n.d.                 | GMR                 | Braga            |                                                 | H | [ 14 ]                      |
| Província     | Abraão da Silva Borges        | Abraão da Silva Borges                     | n.d.                 | AAA                 | Distrito         |                                                 | H | [ 5 ]                       |
| Província     | Joaquim Grilo                 | Joaquim Grilo                              | n.d.                 | AAA                 | Distrito         |                                                 | H | [ 6 ]                       |
| Província     | Maria Barbuda                 | Maria Barbuda                              | n.d.                 | AAA                 | Distrito         |                                                 | M | [ 5 ]                       |
| Província     | Marques Sardinha              | Marques Sardinha                           | n.d.                 | AAA                 | Distrito         |                                                 | H | [ 5 ]                       |